# Paisagem Cultural de Wachau
Wachau é uma região austríaca, composta de uma paisagem montanhosa atravessada pelo vale do rio Danúbio. Possui aproximadamente 30 km de comprimento, ficando compreendida entre as cidades de Melk e Krems no estado da Baixa Áustria, situado a aproximadamente 80 km de Viena. É uma das principais destinações turísticas da Áustria, sendo reconhecido como Patrimônio Mundial pela UNESCO.
A região de Wachau é reconhecida pelo cultivo de uvas e damascos, ambos usados para a fabricação de vinhos e licores. 
Entre as suas principais atrações estão a Abadia de Melk, o centro histórico de Krems, e o vilarejo de Dürnstein, onde se encontram as ruínas de um castelo onde o Rei da Inglaterra Ricardo Coração de Leão foi feito prisioneiro pelo Duque Leopoldo V da Áustria, durante seu retorno da Terceira Cruzada.